# Dzień Długu Ekologicznego

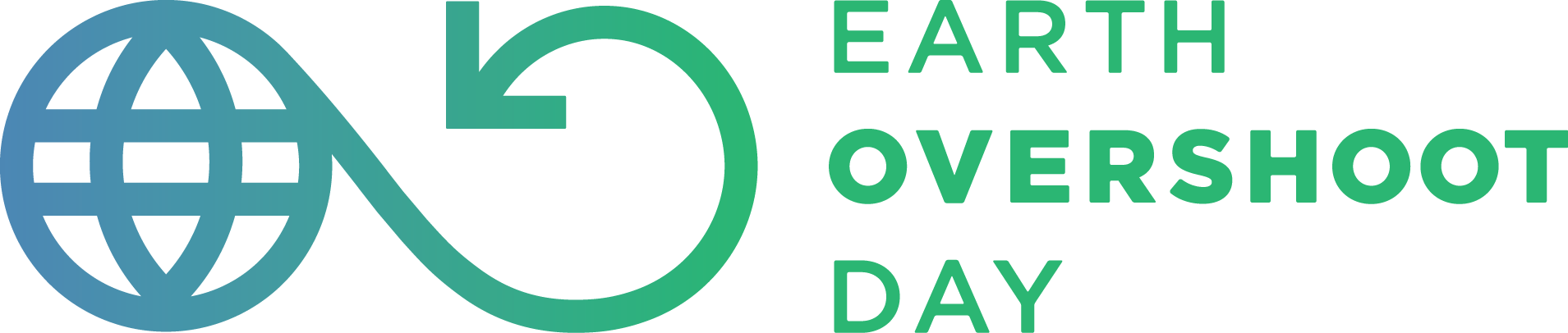
Logo Dnia Długu Ekologicznego

Dzień Długu Ekologicznego (ang. Ecological Debt Day lub Earth Overshoot Day) – dzień, w którym ludzkość wykorzystała zasoby (gleba, paliwa kopalne, lasy, surowce, woda) przypadające na cały rok do produkcji dóbr i usług, przekraczając tym samym zdolność Ziemi do ich odnawiania. Dług można zmniejszyć m.in. poprzez zalesianie, zarybianie, recykling, absorpcję CO2.

## Definicja
Dzień Długu Ekologicznego (DDE) wylicza się, dzieląc ogół zasobów naturalnych biosfery przez światowy ślad ekologiczny (ang. ecological footprint), a następnie mnożąc przez 365 (liczba dni w roku według kalendarza gregoriańskiego). Dług ekologiczny oznacza, że nadmiernie eksploatujemy Ziemię, pozbawiając przyszłe pokolenia jej zasobów. Odnosi się także do ekologicznie i ekonomicznie „rabunkowej” działalności państw zindustrializowanych wobec krajów biedniejszych. Ceny surowców eksportowanych przez biedniejsze kraje nie uwzględniają negatywnego wpływu danej produkcji na środowisko. Bogate kraje korzystają z przestrzeni i zasobów przyrody w sposób nieproporcjonalny, np. emitując gazy cieplarniane praktycznie bez ograniczeń (limity zostały przyjęte przez niektóre państwa, nie największych emitentów). Ekspansjonizm państw bogatych prowadzi do zmian klimatu, niezrównoważonego rolnictwa, wylesiania, nadmiernych połowów, konwersji obszarów namorzynowych i bagnisk. Skutki te dotykają wprawdzie wszystkie kraje, ale to tym o niższym PKB trudniej sprostać katastrofom ekologicznym. W przyszłości to one będą częściej musiały stawić czoła problemom takim, jak zanieczyszczenie wody pestycydami i nawozami, utrata bioróżnorodności, ekstremalne warunki pogodowe (susze i powodzie), wzrost zachorowań na choroby zakaźnych. Naruszenie warstwy ozonowej spowoduje większą zachorowalność na raka skóry i zaćmę.
Z ekonomicznej perspektywy okazuje się, że po Dniu Długu Ekologicznego ludzkość żyje na koszt Ziemi i przyszłych pokoleń. Ostatnie lata pokazują, że zjawisko to nie jest czymś wyjątkowym, lecz powszechnym. Ogólny destrukcyjny wpływ krajów o wysokim PKB na ekosystem jest przenoszony na kraje biedne, a wartość powstałego w ten sposób długu ekologicznego przewyższyła w 2008 r. wysokość długu finansowego państw o niskim PKB (1,8 biliona międzynarodowych dolarów).

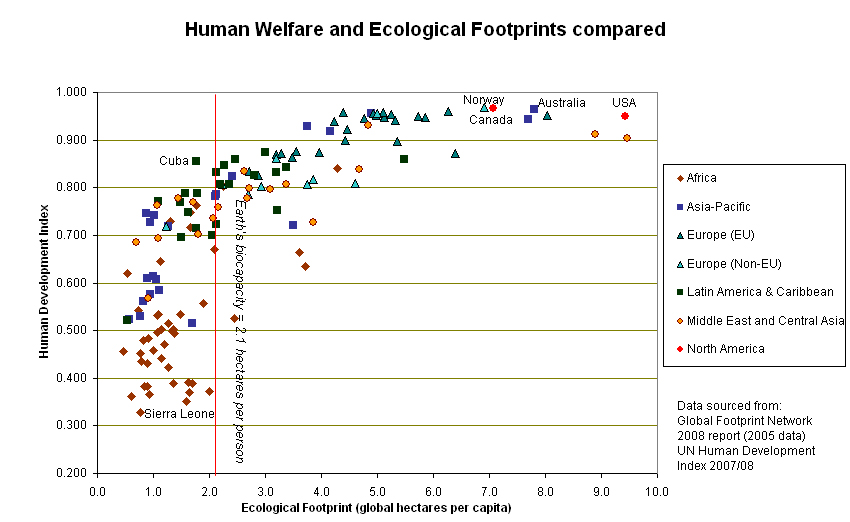
Korelacja pomiędzy rozwojem kraju (wyrażonym przez współczynnik HDI – Human Development Index) a zużyciem jego zasobów naturalnych. Pokazuje tendencję, zgodnie z którą im kraj bogatszy, tym bardziej eksploatuje Ziemię i ma większy ślad ekologiczny. Głównie kraje środkowej i wschodniej Azji oraz Afryki nie naruszają ekologicznej pojemności Ziemi.

## Historia
Choć światowa konsumpcja przekroczyła dostępne zasoby w 1986 r., Dzień Długu Ekologicznego po raz pierwszy ogłoszono 19 grudnia 1987 r. Przedtem Ziemia była w stanie regenerować swoje zasoby. W celu wywołania publicznej debaty nad tym zjawiskiem, New Economics Foundation (pol. Fundacja Nowej Ekonomii) wprowadziła Dzień Długu Ekologicznego. Od tamtej pory Fundacja wylicza DDE na podstawie powyższej formuły. Średnio w każdym kolejnym roku dzień ten wypadał wcześniej niż w poprzednim. Zdaniem autorów DDE świadczy to o tym, że ludzkość popadła już permanentnie w dług ekologiczny. Wyjątkiem był rok 2020, kiedy Dzień Długu Ekologicznego wypadł 22 sierpnia, podczas gdy rok wcześniej miało to miejsce 29 lipca. Przyczyną owego przesunięcia było zahamowanie gospodarki i transportu związane z pandemią COVID-19.
| Rok  | Dzień wyczerpania zasobów |
| ---- | ------------------------- |
| 1987 | 23 października           |
| 1990 | 11 października           |
| 1995 | 4 października            |
| 2000 | 23 września               |
| 2005 | 25 sierpnia               |
| 2006 | 19 sierpnia               |
| 2007 | 14 sierpnia               |
| 2008 | 14 sierpnia               |
| 2009 | 18 sierpnia               |
| 2010 | 7 sierpnia                |
| 2011 | 4 sierpnia                |
| 2012 | 4 sierpnia                |
| 2013 | 3 sierpnia                |
| 2014 | 4 sierpnia                |
| 2015 | 5 sierpnia                |
| 2016 | 5 sierpnia                |
| 2017 | 1 sierpnia                |
| 2018 | 29 lipca                  |
| 2019 | 29 lipca                  |
| 2020 | 22 sierpnia               |
| 2021 | 30 lipca                  |
| 2022 | 28 lipca                  |
| 2023 | 2 sierpnia                |

## Czynniki związane z DDE
DDE opiera się na dwóch pojęciach naukowych: śladu ekologicznego i biologicznego potencjału Ziemi do regeneracji (biocapacity). Pierwsze z nich oznacza szacowaną liczbę hektarów powierzchni lądów i mórz potrzebną do regeneracji zasobów zużytych na konsumpcję i absorpcję odpadów.
Nadmierna eksploatacja lasów zmniejsza ekologiczną pojemność Ziemi, przez co w kolejnych latach wytwarza ona coraz mniej zasobów. Można tę sytuację porównać do stopniowego kumulowania się odsetek od niespłaconej pożyczki. Jeśli nie powstrzyma się światowej nadmiernej konsumpcji, doprowadzimy do naruszenia i załamania równowagi ekologicznej. Partner Fundacji Nowej Ekonomii, Global Footprint Network, wyliczył, że w 2008 r. ludzkość zużyła 40% więcej zasobów, niż Ziemia była w stanie odnowić. W odniesieniu do DDE używa się ekonomicznych porównań i argumentów, żeby zwrócić uwagę nie tylko środowisk naukowych, ale także zaapelować do szerszego ogółu społeczeństw. DDE wskazuje na stopień eksploatacji środowiska przez ludzkość.Aby go wyliczyć, wykorzystuje się m.in. następujące wskaźniki:
- „pojemność siedliska” (Carrying Capacity) – pozwala ustalić, jak liczna populacja może zasiedlić dany obszar w sposób zrónoważóny, a więc nienaruszający jego równowagi ekologicznej.
- MIPS (Materials Intensity Per Service Unit) – określa ilość materiałów użytych w procesie produkcji w przeliczeniu na cykl pracy urządzenia
- „bagaż ekologiczny” (Ecological Rucksack) – określa ogół zasobów zużytych w całym procesie produkcji, np. 1 kg wołowiny = 40 000 wykorzystanych litrów wody, 5 g złota = 2000 kg surowców, komputer (20 kg) = 14 ton materiału. Japońscy naukowcy ustalili, że produkcja kilograma wołowiny powoduje większą emisję szkodliwych gazów niż 100-watowa żarówka paląca się przez 20 dni[12].
- „wskaźnik 4” i „wskaźnik 10” (Factor 4, Factor 10) – „wskaźnik 4” oznacza, że efektywność użytkowania zasobów należy zwiększyć 4-krotnie, by produkcja była dwukrotnie wyższą, a zużycie surowców o połowę niższe. „Wskaźnik 10” określa, że dziesięciokrotne zmniejszenie eksploatowanie surowców przez kraje rozwinięte jest warunkiem zrównoważonego rozwoju kolejnych 25–50 lat.
- Analiza Cyklu Życia Produktu (Life-Cycle Analysis) określa wpływ produkcji i eksploatacji danego produktu na środowisko
- ślad ekologiczny – określa ilość zasobów (ziemi i wody) potrzebną do zaspokojenia codziennych potrzeb danej osoby. Wartość ta zależy od indywidualnego stylu życia (jedzenie, mieszkanie, rodzaj transportu) oraz typu konsumpcjonizmu (towary, usługi). Biorąc pod uwagę wielkość populacji i powierzchnię biologicznie czynnej uważa się, że jednemu człowiekowi przysługą 2 hektary Ziemi, aczkolwiek m.in. mieszkanki i mieszkańcy Europy czy Stanów Zjednoczonych eksploatują ekosystem w większym stopniu (odpowiednio średnio 5 i 10 ha/osoba), a więc kosztem pozostałych[13].

## Debata o zmianie klimatu
Mimo rosnącej liczby naukowców i obywateli przypisujących zmianę klimatu ludzkiej działalności i raportów Międzyrządowego Zespołu ds. Zmian Klimatu, wiele osób nie zgadza się z tym stanowiskiem. Przykładowo, z ankiety Pew Forum on Religion and Public Life przeprowadzonej wśród 1052 Amerykanów wynika, że największą grupę osób niewierzących w globalne ocieplenie stanowią kolejno biali ewangelicy (33%), biali katolicy (22%) i ateiści (18%). Z tego powodu wiedza o DDE i czynników, które sprawiają, że dzień ten wypada z każdym rokiem wcześniej, jest pomocna w debacie o zmianie klimatu i ochronie środowiska. Uzmysławia, że rosnąca konsumpcja zaburza w realny sposób równowagę Ziemi i prowadzi do nieodwracalnej degradacji środowiska.